# Tacna (Arizona)
Tacna es un lugar designado por el censo ubicado en el condado de Yuma en el estado estadounidense de Arizona. En el Censo de 2010 tenía una población de 602 habitantes y una densidad poblacional de 120,93 personas por km².

## Geografía
Tacna se encuentra ubicado en las coordenadas 32°42′2″N 113°57′42″O / 32.70056, -113.96167. Según la Oficina del Censo de los Estados Unidos, Tacna tiene una superficie total de 4.98 km², de la cual 4.98 km² corresponden a tierra firme y (0%) 0 km² es agua.

## Demografía
Según el censo de 2010, había 602 personas residiendo en Tacna. La densidad de población era de 120,93 hab./km². De los 602 habitantes, Tacna estaba compuesto por el 68.27% blancos, el 0.66% eran afroamericanos, el 0.83% eran amerindios, el 0.33% eran asiáticos, el 0% eran isleños del Pacífico, el 25.42% eran de otras razas y el 4.49% pertenecían a dos o más razas. Del total de la población el 57.97% eran hispanos o latinos de cualquier raza.

## Lugares homónimos
- Tacna, Perú